# 里布爾谷 (英國國會選區)
里布爾谷（英語：Ribble Valley），英國國會一郡選區，位於英格蘭西北部蘭開夏郡東北部里布爾河谷地，主要城鎮有克利瑟羅。
始於1983年。除1991年補選由自民黨人勝出外，本區是保守黨的根據地。自1992年當區的議員是奈傑爾·埃文斯。他在2010年大選中以55.3%選票勝出該區連任。